# Martine van Loon
Martine van Loon é uma cantora da Holanda. Em 1993 juntou-se à banda The Gathering.
Entre 94 e 95 fez parte da banda Orphanage. Também em 1994 integrou a banda Lords of the Stone, onde gravou uma demo em 1996 e um álbum em 1997. Nesse ano a banda separou-se.